# سرژ موری
سرژ موری (انگلیسی: Serge Maury؛ زادهٔ ۲۴ ژوئیه ۱۹۴۶) قایقران قایق بادبانی اهل فرانسه است.
وی در مسابقات کشوری و بین‌المللی در مجموع برندهٔ ۲ مدال طلا، ۱ مدال برنز شده‌است.